# 3220 Murayama
3220 Murayama (1951 WF) là một tiểu hành tinh vành đai chính được phát hiện ngày 22 tháng 11 năm 1951 bởi M. Laugier ở Nice.